# أبجديات التربية الجنسية للقابلين للتدريب
أبجديات التربية الجنسية للقابلين للتدريب (بالإنجليزية: The ABC of Sex Education for Trainables) هو فيلم تعليمي قصير صدر عام 1975 وقدمه ريتشارد ديكس. وكان الهدف من ذلك إعلام الناس حول الحاجة إلى تثقيف الأشخاص ذوي الإعاقة الذهنية ("القابلين للتدريب" كما يشار إليهم في الفيلم) حول الجنس والجنسانية. حيث يعكس الفيلم وجهات النظر السائدة في ذلك الوقت ويوضح أن "القابلين للتدريب" لا يمكنهم التعلم بنفس الطريقة التي يتعلم بها أصحاب الذكاء العادي ولكن يجب بدلاً من ذلك تدريبهم عن طريق التكرار.

## الخلفية
يعطي مقطع الفيديو الذي تبلغ مدته 20 دقيقة أولوية عالية لتعليم الأشخاص ذوي الإعاقة الذهنية حول الجنس حتى لا يقوموا بالإدلاء بتعليقات جنسية غير لائقة أو يعرضوا أجزاء من أجسادهم أو يمارسوا الاستمناء في الأماكن العامة أو يتورطوا في حالات حمل غير مخطط لها أو يصبحوا ضحايا للاغتصاب أو التحرش. وتشير أيضاً إلى أن هدف المعلمين ينبغي أن يكون شرح الجنس بطريقة واقعية وأن وجهات النظر حول الأخلاق الجنسية تختلف بين العائلات وعليه ينبغي تركها للوالدين لتعليمها.
استخدموا الفيلم في حلقة "تيمي ودروس الجنس" وهي سلسلة الفيديو تيمي الخاصة بذا ريزيدنتس.

## الطاقم
تشير الاعتمادات التي تظهر على الشاشة إلى أن السرد قدمه ريتشارد ديكس وأن المشاهد الدرامية قدمها ويليام بلوك دكتور في الطب وبيفرلي كامب وريك فوليرتون وبيتر جرين ومايكل كوالسكي وإيلين مواتس وجورج موراي وآرون أورينشتاين وكريستوفر ريدي وموري زيليجمان وأعضاء وموظفي جمعية رونالد بروس اليابانية ومنظمة تنظيم الأسرة في جنوب شرق بنسلفانيا.

## مشاهد من الفيلم
- يبدأ المشهد بفتاة (من المفترض أنها تعاني من إعاقة ذهنية) تمشي في الشارع. ويقترب منها رجل في سيارة ويخرج من نافذته ويلعب بشعرها. ثم تجلس في المقعد الخلفي لسيارته وتنطلق بعيدًا.
- مجموعة من المعلمين في ورشة عمل معًا. يشجع المعلم المعلمين على الصراخ بمصطلحات عامية مختلفة للقضيب أثناء كتابتها على السبورة. ويهدف هذا إلى جعل المعلمين يشعرون براحة أكبر مع الكلمات حتى لا يشعروا بالحرج من تعليم الأطفال ذوي الإعاقة الذهنية عن الجنس.
- يجلس رجل مع شاب معاق ذهنيًا ويشرح له كيفية انتصاب القضيب باستخدام العديد من الرسومات.
- يأتي رجل إلى غرفة نوم الصبي ويسأله لماذا لم يغادر سريره حتى الآن. يرد الصبي: "أنا مبلل ولزج!". يبدأ الرجل في شرح ما هو الحلم الرطب للصبي ويقول له أنه سيساعده في التنظيف.
- تأتي امرأة إلى غرفة ابنها دون سابق إنذار وتكتشف أنه يمارس الاستمناء. ثم تشرح له أنه من الجيد أن يفعل ذلك على انفراد وأن الأمر يشعره بالسعادة وأن عليها هي وهو ذات يوم أن يتحدثا عن ذلك ثم يغادرا الغرفة.

## استقبال الفيلم
في عام 2001 استعرض موقع دي في دي توك سلسلة "الأرشيفات التعليمية" من إنتاج شركة أفلام فانتوما والتي كانت بعنوان "الجنس والمخدرات" وأشار إلى أن فيلم " أبجديات التربية الجنسية للقابلين للتدريب" كان من بين الأفلام المضمنة وكتب أن الفيلم كان له "تأثير فيلم فريكس" وأنه كان يهدف إلى "توجيه المعلمين في المؤسسات العقلية الذين يجب أن يحاولوا تدريب (وليس تعليم) هؤلاء المرضى الذين يعتبرون "قابلين للتدريب" لمعرفة ما يكفي عن أجسادهم وجنسهم حتى لا يكونوا معادين للمجتمع أو ضحايا في الأماكن العامة". وعلقوا على الفيلم الذي تناول القضايا بصفة مباشرة عن طريق إظهاره "بعض المعلمين المخلصين للغاية وهم يتولون مهمة صعبة حقًا". عندما قاموا بمراجعة مجموعة أقراص دي في دي "الأرشيف التعليمي" سكول لوكر في عام 2006 ولاحظوا أن مجموعات الأفلام التعليمية من فانتوما "تضمنت أفضل ما في الأفلام التعليمية" وأنه "من الصعب التفوق على عجائب مثل أساسيات التربية الجنسية للمُدربين" وأنه في حين أن هذه المجموعة اللاحقة لم تكن خالية من المزايا "إلا أنها تتضاءل مقارنة بالإصدارات السابقة".
كتب موقع دي في دي فرديكت أن الفيلم كان "الوجه الآخر لجميع أفلام التربية الجنسية الموجهة للأطفال" في كيفية "تعليم المعلمين كيفية التعامل مع التربية الجنسية لـ"المتخلفين عقليًا" أو ذوي الإعاقات التنموية". ولاحظوا أن الفيلم كان يميل إلى أن يكون أكثر وضوحًا عند مقارنته بالأفلام الأخرى المضمنة في سلسلة "الأرشيف التعليمي" الجنس والمخدرات ومع أنه حاول "بجد أن يأخذ موضوعه على محمل الجد إلا أنه يبدو سرياليًا للغاية".
كتب موقع ديجيتلي أوبسسد أن إيه بي سي للتربية الجنسية للقابلين للتدريب "أنتجته مؤسسة تنظيم الأسرة لتدريب معلمي الشباب البالغين ذوي التحديات التنموية (المشار إليهم هنا باسم "القابلين للتدريب") حول أجسادهم والتكاثر ومكان العلاقات الجنسية في المجتمع". وأشاروا إلى أن الفيلم كان يحتوي على بعض المشاهد التي اعتبرت (في عام 2001) مضحكة ولكن الفيلم "في الواقع يقوم بأفضل عمل في التعامل مع قضايا الجنس في سياق المجتمع" في كيفية تعامله مع قضايا مثل التشريح وجوانب التطور الطبيعي والنضج الجنسي وملاءمة الاستمناء العلني والوعي بالاستغلال مع التعامل مع الموضوعات "بلباقة وواقعية". وخلصوا إلى أنه بغض النظر عن المشاكل الأسلوبية فإن الفيلم كان "قطعة مثيرة للاهتمام إلى حد كبير حول ما من شأنه أن يمثل تحديًا حقيقيًا لأولئك الذين يعتنون بالأفراد ذوي التحديات التنموية ومسؤولياتهم ككائنات جنسية" وأنه من بين الأفلام التي تشكل المجموعة كان "الفيلم الأكثر تعليميًا والأقل استخفافًا بالتربية الجنسية من بين المجموعة".

## روابط خارجية
- "أبجديات التربية الجنسية للمدربين" على جوجل فيديو
- أبجديات التربية الجنسية للقابلين للتدريب  على قاعدة بيانات الأفلام على الإنترنت (بالإنجليزية).
- The ABC of Sex Education for Trainables (1975) على يوتيوب

الموارد الحديثة
- كورين، سي. "المراهقون ذوو الإعاقة العقلية يفتقرون إلى التعليم والمعرفة الإنجابية؛ ومع ذلك، مارس الكثير منهم الجنس" ، وجهات نظر حول الصحة الجنسية والإنجابية ، يوليو/أغسطس 2003.دُوِي:10.1363/3518703doi : 10.1363/3518703